# José Tohá Castellá
José Tohà Castellà fue un médico y destacado científico chileno de origen catalán. 
El profesor José Tohà se tituló de médico cirujano en la Universidad de Chile en 1947, fue becado por Rockefeller Fundation Oak Ridge National Laboratory en 1957, obteniendo en 1956 el Premio de la Sociedad Biológica.
Se desempeñó en la Universidad de Chile desde el año 1956, ingresando al Departamento de Física de la Facultad de Ciencias Físicas y Matemáticas en 1968, donde ejerció por 31 años una importante labor científica en el área de la Biofísica.
Durante su trayectoria publicó en revistas internacionales más de 90 trabajos, dirigiendo, además, decenas de temas de memorias de título.
José Tohà fue un hombre sencillo, al que no le gustaban los reconocimientos públicos, los galardones y ser el centro noticioso. Su humanidad, su carácter, su agudeza y simpatía le granjearon el cariño, la admiración y el respeto tanto de sus pares, de sus alumnos como de las personas que de alguna u otra forma colaboraban en su quehacer.
Su pasión por el trabajo que realizaba lo hacía permanecer hasta altas horas de la noche en su oficina o laboratorio de Física.
Entre las innumerables investigaciones que el profesor Tohà llevó a cabo en la Universidad de Chile, destaca el método de tratamiento de aguas residuales que lleva su nombre desarrollado por él y su equipo de colaboradores en el Laboratorio de Biofísica del Departamento de Física de la Facultad Ciencias Físicas y Matemáticas de la Universidad de Chile.
En 1994, gracias al apoyo de FONDEF, se construyó en CEXAS, Melipilla (perteneciente a EMOS) la primera planta de tratamiento de aguas servidas utilizando esta nueva tecnología, para una población de 1000 personas.